# Тереза Меј
Тереза Меј (енгл. Theresa Mary May; Истборн, 1. октобар 1956) је британска политичарка која је, након оставке Дејвида Камерона 13. јула 2016. године, постала британски премијер и лидер Конзервативне партије, што је остала до 23. јула 2019. године. Она је друга жена која се налазила на функцији британског премијера. Новинари су је прозвали Друга Челична дама (енгл. Second Iron Lady).

## Биографија
Рођена је 1956. године као Тереза Брасијер у Исбурну, приморском граду на југу Енглеске у породици англиканског свештеника. Школовала се у не много познатим државним и приватним школама, за разлику од Камерона и многих из његовог круга који су ишли у престижни Итон, али је као и он универзитетско образовање стекла на Оксфорду.
У Оксфорду је упознала и свог мужа Филипа, банкара, а наводно их је упознала покојна пакистанска премијерка Беназир Буто. Венчали су се 1980. године, али нису могли да имају децу.
Мејова је радила у финансијском сектору укључујући банку Енглеске пре него што је изабрана за посланика 1997. године. Залагала се за промену лошег имиџа Конзервативне странке, а након победе те странке не изборима 2010. године именована је за министарку унутрашњих послова, што важи за најтежи посао у влади.